# مجتبى (اسم)
مجتبى هو اسم علم مذكر من أصل عربي، ومعناه هو المختار المصطفى، قال تعالى في النبي يونس: ﴿فَاجْتَبَاهُ رَبُّهُ فَجَعَلَهُ مِنَ الصَّالِحِينَ ۝٥٠﴾ [القلم:50]. 

## شخصيات تحمل الاسم
- مجتبى الحسيني الشيرازي (ثيولوجي عراقي، 8 يونيو 1943 – )
- مجتبى السالم (لاعب كرة يد سعودي، 15 يونيو 1994 – )
- مجتبى القزويني (1900 – )
- مجتبى جباري (لاعب كرة قدم إيراني، 16 يونيو 1983[3] – )
- مجتبى حسيني (لاعب كرة قدم إيراني، 5 مايو 1974 – )
- مجتبى خامنئي (موظف ديني إيراني، 8 سبتمبر 1969 – )
- مجتبى سيد جعفر (لاعب كرة قدم قطري، 12 أغسطس 1981 – )
- مجتبى عبديني (مبارز بالسيف إيراني، 6 أغسطس 1984 – )
- مجتبى غلوم (لاعب كرة قدم بحريني، 7 مارس 1994 – )
- مجتبى محرمي (لاعب كرة قدم إيراني، 16 أبريل 1964 – )
- مجتبى سعيد (مخرج  وكاتب سيناريو سعودي، 1987 - )

## وصلات خارجية
- موسوعة السلطان قابوس لأسماء العرب